# 皮希河 (普魯特河支流)
皮希河（烏克蘭語：Пихи），是烏克蘭的河流，位於該國西部，屬於普魯特河的右支流，流經伊萬諾-弗蘭科夫斯克州，河道全長11公里，流域面積38.6平方公里。